# Bradia
Bradia (franska: Bradia (CR), Bradia (Commune Rurale), arabiska: بني وكيل) är en kommun i Marocko.   Den ligger i provinsen Fquih Ben Salah och regionen Béni Mellal-Khénifra, 180 km söder om huvudstaden Rabat. Antalet invånare är 29 743.